# Trưng cầu dân ý về hiến pháp Iran năm 1979
Một cuộc trưng cầu ý dân về hiến pháp được tổ chức ở Iran vào ngày 2 và 3 tháng 12 năm 1979. Hiến pháp Cộng hòa Hồi giáo Iran được 99,5% cử tri chấp thuận.
Cuộc trưng cầu ý dân được Hội đồng Cách mạng Hồi giáo tổ chức sau khi Chính phủ lâm thời Iran của Thủ tướng Mehdi Bazargan, là cơ quan tổ chức cuộc trưng cầu ý dân về Cộng hòa Hồi giáo vào tháng 3 năm 1979, từ chức để phản đối cuộc khủng hoảng con tin Iran.
Một ngày trước cuộc trưng cầu ý dân, khi đang tiến hành lễ Ashura, Ruhollah Khomeini tuyên bố rằng những người không đi bỏ phiếu là đang giúp đỡ Hoa Kỳ và báng bổ những liệt sĩ tử vì đạo (Shohada).
Đảng Cộng hòa Hồi giáo và Đảng Nhân dân Iran kêu gọi người dân bỏ phiếu đồng ý và bày tỏ sự ủng hộ đối với "đường lối của Ruhollah Khomeini", trong khi Phong trào Tự do Iran kêu gọi bỏ phiếu đồng ý nhằm tránh tình trạng hỗn loạn.
Những đảng phái khác như phe cánh tả, phe dân tộc chủ nghĩa thế tục, phe Hồi giáo chủ nghĩa của Mohammad Kazem Shariatmadari và Tổ chức Mujahedin Nhân dân kêu gọi tẩy chay cuộc trưng cầu ý dân. Nhóm thiểu số Hồi giáo Sunni ở các tỉnh Kurdistan, Sistan và Baluchestan và Azerbaijan, là quê hương của Shariatmadari, không đi bỏ phiếu nhiều và tổng số phiếu giảm so với cuộc trưng cầu ý dân về Cộng hòa Hồi giáo vào tháng 3. Nhà sử học Ervand Abrahamian ước tính rằng gần 17% người dân không ủng hộ dự thảo hiến pháp.

## Bối cảnh
Sau Cách mạng Lập hiến Ba Tư, hiến pháp Ba Tư được ban hành vào năm 1906. Năm 1907, nghị viện Ba Tư thông qua sửa đổi hiến pháp phỏng theo luật hiến pháp châu Âu trái với học thuyết Hồi giáo Shia và không hướng đến một hiến pháp Hồi giáo.
Năm 1979, cuộc Cách mạng Hồi giáo lật đổ triều đại Pahlavi và thành lập một chế độ cộng hòa Hồi giáo trong cuộc trưng cầu ý dân vào tháng 3. Chế độ quân chủ Ba Tư tồn tại 2.500 năm bị phế bỏ vào ngày 1 tháng 4 năm 1979, với Ruhollah Khomeini tuyên bố rằng đây là ngày đầu tiên của một "Chính phủ của Chúa" và nhấn mạnh việc phải ban hành một hiến pháp mới.
Bầu cử Hội đồng chuyên gia được tổ chức vào ngày 12 tháng 1 năm 1979 và Ruhollah Khomeini khuyến khích người dân đi bỏ phiếu. Hội đồng chuyên gia gồm 72 đại biểu từ khắp Iran, họp lần đầu tiên vào ngày 3 và 4 tháng 8 năm 1979 với  nhiệm vụ soạn thảo hiến pháp mới. Akbar Hashemi Rafsanjani thay mặt Ruhollah Khomeini truyền đạt thông điệp rằng "Hiến pháp và những luật khác trong nước Cộng hòa này phải dựa trên Hồi giáo 100%."
Hội đồng chuyên gia tiếp tục thảo luận cho đến ngày 15 tháng 11 năm 1979 và thông qua dự thảo hiến pháp Hồi giáo với ít nhất hai phần ba số đại biểu biểu quyết tán thành. Tháng 6 năm 1979, Ruhollah Khomeini thực hiện những sửa đổi nhỏ đối với dự thảo hiến pháp và ra lệnh trưng cầu ý dân về dự thảo hiến pháp.

## Dự thảo hiến pháp
Dự thảo hiến pháp thiết lập một chế độ cộng hòa Hồi giáo, thành lập chức vụ tổng thống dân cử và Quốc hội đơn viện và quy định phải trưng cầu ý dân về sửa đổi hiến pháp.
Dự thảo hiến pháp được soạn thảo theo luật Hồi giáo Shia và có một phụ lục dẫn chứng Qur'an và truyền thống cho nhiều điều khoản. Một chương về Lãnh tụ Tối cao Iran thay thế cho một chương về chế độ quân chủ, hai chương về chính sách đối ngoại và truyền thông đại chúng được bổ sung. Một số điều khoản từ hiến pháp cũ được giữ nguyên, ví dụ như bình đẳng trước pháp luật; quyền bất khả xâm phạm về tính mạng, tài sản, danh dự và nơi cư trú; quyền tự do ngôn luận và lựa chọn nghề nghiệp; quyền được xét xử công bằng và quyền bí mật trao đổi thông tin riêng tư; yêu cầu Quốc hội họp công khai; và quy định các thủ tục của Quốc hội và các quyền, trách nhiệm của các bộ trưởng trước Quốc hội.

## Lập trường của các đảng
| Lập trường             | Đảng phái                             | Tham khảo |
| ---------------------- | ------------------------------------- | --------- |
| Đồng ý                 |                                       |           |
| Đảng Cộng hòa Hồi giáo | [ 5 ]                                 |           |
| Phong trào Tự do Iran  | [ 12 ]                                |           |
| Đảng Nhân dân Iran     | [ 6 ]                                 |           |
| Tẩy chay               | Mặt trận Dân tộc Iran                 | [ 13 ]    |
| Tẩy chay               | Mặt trận Dân chủ Dân tộc              |           |
| Tẩy chay               | Đảng Cộng hòa Nhân dân Hồi giáo       | [ 14 ]    |
| Tẩy chay               | Tổ chức Mojahedin Nhân dân            | [ 5 ]     |
| Tẩy chay               | Tổ chức Cảm tử Nhân dân Iran (Đa số)  | [ 5 ]     |
| Tẩy chay               | Tổ chức Cảm tử (Thiểu số)             | [ 5 ]     |
| Tẩy chay               | Du kích cảm tử Nhân dân               | [ 5 ]     |
| Tẩy chay               | Đảng Dân chủ Kurdistan Iran           | [ 15 ]    |
| Tẩy chay               | Hội Lao động Cách mạng Kurdistan Iran | [ 15 ]    |

## Kết quả
Kết quả trưng cầu ý dân cho thấy hơn 99% cử tri ủng hộ dự thảo hiến pháp Cộng hoà Hồi giáo với hơn 71% cử tri đã đăng ký đi bỏ phiếu.
| Lựa chọn                     | Lựa chọn                     | Phiếu bầu  | %      |
| ---------------------------- | ---------------------------- | ---------- | ------ |
| Đồng ý                       | Đồng ý                       | 15.680.329 | 99.50  |
| Không đồng ý                 | Không đồng ý                 | 78.516     | 0.50   |
| Tổng cộng                    | Tổng cộng                    | 15.758.845 | 100.00 |
|                              |                              |            |        |
| Phiếu bầu hợp lệ             | Phiếu bầu hợp lệ             | 15.758.845 | 100.00 |
| Phiếu bầu không hợp lệ/trống | Phiếu bầu không hợp lệ/trống | 111        | 0.00   |
| Tổng cộng phiếu bầu          | Tổng cộng phiếu bầu          | 15.758.956 | 100.00 |
| Cử tri phiếu bầu đã đăng ký  | Cử tri phiếu bầu đã đăng ký  | 22.000.000 | 71.63  |
| Nguồn: Nohlen et al.         |                              |            |        |